# Bóbitás szajkó
A bóbitás szajkó (Cyanocitta stelleri) a madarak osztályának verébalakúak (Passeriformes) rendjébe és a varjúfélék (Corvidae) családjába tartozó faj.

## Rendszerezése
A fajt Johann Friedrich Gmelin német természettudós írta le 1788-ban, a Corvus nembe Corvus stelleri néven.

## Alfajai
- Cyanocitta stelleri annectens (S. F. Baird, 1874)
- Cyanocitta stelleri azteca Ridgway, 1899
- Cyanocitta stelleri carbonacea Grinnell, 1900
- Cyanocitta stelleri carlottae Osgood, 1901
- Cyanocitta stelleri coronata (Swainson, 1827)
- Cyanocitta stelleri diademata (Bonaparte, 1850)
- Cyanocitta stelleri frontalis (Ridgway, 1873)
- Cyanocitta stelleri macrolopha S. F. Baird, 1854
- Cyanocitta stelleri phillipsi Browning, 1993
- Cyanocitta stelleri purpurea Aldrich, 1944
- Cyanocitta stelleri restricta A. R. Phillips, 1966
- Cyanocitta stelleri stelleri (Gmelin, 1788)
- Cyanocitta stelleri suavis W. Miller & Griscom, 1925[2]

## Előfordulása
Kanada és az Amerikai Egyesült Államok nyugati részén, valamint Mexikó, Guatemala, Honduras, Nicaragua és Salvador területén honos. Természetes élőhelyei a fenyőerdők, szubtrópusi vagy trópusi száraz erdők, hegyi esőerdők és másodlagos erdők. Állandó, nem vonuló faj.

## Megjelenése
Testhossza 34 centiméter, szárnyfesztávolsága 43 centiméter, testtömege 100-140 gramm. Feje és nyaka szürke színű, míg szárnya, farka és hasa sötétes kék színű.
|  |  |

## Életmódja
Inkább csoportosan élő faj, ritkán válik el csoporttáraitól. Étrendjének két-harmada növényi, míg egyharmada állati jellegű táplálékból áll. Ritkán megeszi más madarak tojásait is. Táplálékát a földön és a fákon keresi.

## Szaporodása
Fészkét általában 3-12 méter magasba, egy üres fára készíti, csésze szerkezetűre tartós anyagokból, mint például: sár, ágak. Fészekalja 2-6 tojásból áll, melyet a tojó egyedül költ 17-18 napig.

## Kapcsolata az emberrel
Gyakran megfigyelhető kemping és piknik helyeken, mint szedegető madár. A gazdaságra és a mezőgazdaságra nincs nagy befolyással, de a rovarok fogyasztása a mezőgazdasági területeken pozitív hatással van.

## Természetvédelmi helyzete
Az elterjedési területe rendkívül nagy, egyedszáma pedig pedig növekszik. A Természetvédelmi Világszövetség Vörös listáján nem fenyegetett fajként szerepel.